# سیارک ۱۰۱۹۷
سیارک ۱۰۱۹۷ (به انگلیسی: 10197 Senigalliesi، نامگذاری:1996UO) ده هزار و صد و نود و هفتمین سیارک کشف شده‌است که در ۱۸ اکتبر ۱۹۹۶ کشف شد.
قدر مطلق سیارک برابر ۱۳٫۲۰ است.